# Nicolaj Madsen
Nicolaj Madsen (født 16. juli 1988) er en dansk professionel fodboldspiller, der fra august 2017 spiller for Vejle Boldklub.

## Karriere
Den 30. maj 2017 blev det offentliggjort, at Nicolaj Madsen skiftede til 1. divisionsklubben Vejle Boldklub, hvor han skrev under på en toårig kontrakt.

## Hæder

### Individuelt
- Månedens Superligaspiller, marts 2016[3]